# St. Petersburg Ladies' Trophy
St. Petersburg Ladies' Trophy er en professionel tennisturnering for kvinder, som hvert år i begyndelsen af februar afvikles i Sankt Petersborg, Rusland. Turneringen bliver afviklet indendørs på hardcourt-baner i Sibur Arena med plads til 7.120 tilskuere. Den har været en del af WTA Tour siden 2016, hvor den siden begyndelsen har været kategoriseret som en turnering i kategorien WTA Premier, og den afvikles pt. i den anden uge efter Australian Open.

## Historie
St. Petersburg Ladies' Tropy blev første gang afholdt som en del af WTA Tour i 2016, hvor den overtog terminen i februar på WTA-kalenderen fra Diamond Games i Antwerpen. Nogle betragter turneringen som en opgradering af turneringen Neva Cup på ITF Women's Circuit, der blev afviklet i Tennis Center Dinamo i perioden 2003-08 samt senest i 2015 med en præmiesum på $ 50.000.

## Vindere og finalister

### Damesingle
| År   | Mester                  | Finalist            | Finaleresultat   |
| ---- | ----------------------- | ------------------- | ---------------- |
| 2016 | Roberta Vinci (1)       | Belinda Bencic      | 6–4, 6–3         |
| 2017 | Kristina Mladenovic (1) | Julija Putintseva   | 6–2, 6–7(3), 6–4 |
| 2018 | Petra Kvitová (1)       | Kristina Mladenovic | 6–1, 6–2         |
| 2019 | Kiki Bertens (1)        | Donna Vekić         | 7–6(2), 6–4      |
| 2020 | Kiki Bertens (2)        | Jelena Rybakina     | 6–1, 6–3         |
| 2021 | Darja Kasatkina (1)     | Margarita Gasparjan | 6–3, 2–1 opg.    |

### Damedouble
| År   | Mestre                                          | Finalister                           | Finaleresultat   |
| ---- | ----------------------------------------------- | ------------------------------------ | ---------------- |
| 2016 | Martina Hingis (1) Sania Mirza (1)              | Vera Dusjevina Barbora Krejčíková    | 6–3, 6–1         |
| 2017 | Jeļena Ostapenko (1) Alicja Rosolska (1)        | Darija Jurak Xenia Knoll             | 3–6, 6–2, [10–5] |
| 2018 | Timea Bacsinszky (1) Vera Zvonarjova (1)        | Alla Kudrjavtseva Katarina Srebotnik | 2–6, 6–1, [10-3] |
| 2019 | Margarita Gasparjan (1) Jekaterina Makarova (1) | Anna Kalinskaja Viktória Kužmová     | 7–5, 7–5         |
| 2020 | Shuko Aoyama (1) Ena Shibahara (1)              | Kaitlyn Christian Alexa Guarachi     | 4–6, 6–0, [10-3] |
| 2021 | Nadiia Kitjenok (1) Raluca Olaru (1)            | Kaitlyn Christian Sabrina Santamaria | 2–6, 6–3, [10-8] |

### ITF-turnering
Vindere og finalister i turneringen Neva Cup i Sankt Petersborg på ITF Women's Circuit, der var forløberen for St. Petersburg Ladies' Trophy.

#### Damesingle
| År      | Mester                   | Finalist            | Finaleresultat    | Præmiesum         |
| ------- | ------------------------ | ------------------- | ----------------- | ----------------- |
| 2003    | Jevgenija Linetskaja (1) | Tatsiana Uvarova    | 5–7, 6–4, 6–4     | $ 25.000          |
| 2004    | Anastasija Jakimova (1)  | Emma Laine          | 3–6, 6–2, 6–1     | $ 50.000          |
| 2005    | Jekaterina Bytjkova (1)  | Emma Laine          | 6–2, 6–1          | $ 25.000          |
| 2006    | Alberta Brianti (1)      | Alla Kudrjavtseva   | 6–1, 6–4          | $ 25.000          |
| 2007    | Ingen turnering          | Ingen turnering     | Ingen turnering   | Ingen turnering   |
| 2008    | Magdaléna Rybáriková (1) | Anna Lapusjtjenkova | 6–4, 6–2          | $ 25.000          |
| 2009    | Ingen turnering          | Ingen turnering     | Ingen turnering   | Ingen turnering   |
| 2010    | Aleksandra Panova (1)    | Neuza Silva         | 6–1, 7–5          | $ 10.000          |
| 2011-14 | Ingen turneringer        | Ingen turneringer   | Ingen turneringer | Ingen turneringer |
| 2015    | Jeļena Ostapenko (1)     | Patricia Maria Țig  | 3–6, 7–5, 6–2     | $ 50.000          |

#### Damedouble
| År      | Mestre                                                | Finalister                               | Finaleresultat    |
| ------- | ----------------------------------------------------- | ---------------------------------------- | ----------------- |
| 2003    | Gulnara Fattakhetdinova (1) Galina Fokina (1)         | Irina Bulykina Jelena Jarysjka           | 6–0, 6–3          |
| 2004    | Marija Goloviznina (1) Jevgenija Kulikovskaja (1)     | Darja Kustova Jelena Tatarkova           | 7–5, 6–1          |
| 2005    | Nina Brattjikova (1) Jekaterina Makarova (1)          | Jekaterina Kosminskaja Alla Kudrjavtseva | 7–6(2), 6–2       |
| 2006    | Anastasija Pavljutjenkova (1) Julija Solonitskaja (1) | Julija Bejgelzimer Alla Kudrjavtseva     | 6–1, 6–4          |
| 2007    | Ingen turnering                                       | Ingen turnering                          | Ingen turnering   |
| 2008    | Nikola Fraňková (1) Anastasija Pavljutjenkova (2)     | Nina Brattjikova Vasilisa Davydova       | 6–2, 6–2          |
| 2009    | Ingen turnering                                       | Ingen turnering                          | Ingen turnering   |
| 2010    | Aljona Sotnikova (1) Maryna Zanevska (1)              | Aleksandra Panova Jebgenija Pasjkova     | 7–5, 6–3          |
| 2011-14 | Ingen turneringer                                     | Ingen turneringer                        | Ingen turneringer |
| 2015    | Viktorija Golubic (1) Aljaksandra Sasnovitj (1)       | Stéphanie Foretz Ana Vrljić              | 6–4, 7–5          |